# Aproximação temperada
Em física de partículas, aproximação temperada (oriunda do inglês quenched approximation) é uma aproximação frequentemente usada em teoria do retículo gauge na qual os laços (loops) quânticos de férmions nos diagramas de Feynman são negligenciados. De maneira equivalente, os determinantes de um laço correspondentes são estabelecidos com a quantidade de 1. Esta aproximação é frequentemente imposta aos físicos porque o cálculo com os números de Grassmann tornam-se relativamente incapazes em teoria do retículo gauge. A maioria dos cálculos recentes evitam a aproximação temperada. 
Aplica-se a aproximação temperada nos modelos de quarks, assim como estuda-se a teoria da perturbação quiral para a aproximação temperada aplicada a cromodinâmica quântica. 
Estuda-se na aproximação temperada a dispersão na relação de Lüscher entre a dispersão do comprimento de onda de píons e o volume finito de energia de dois píons resultantes.